# Orchestre du Festival de Lucerne

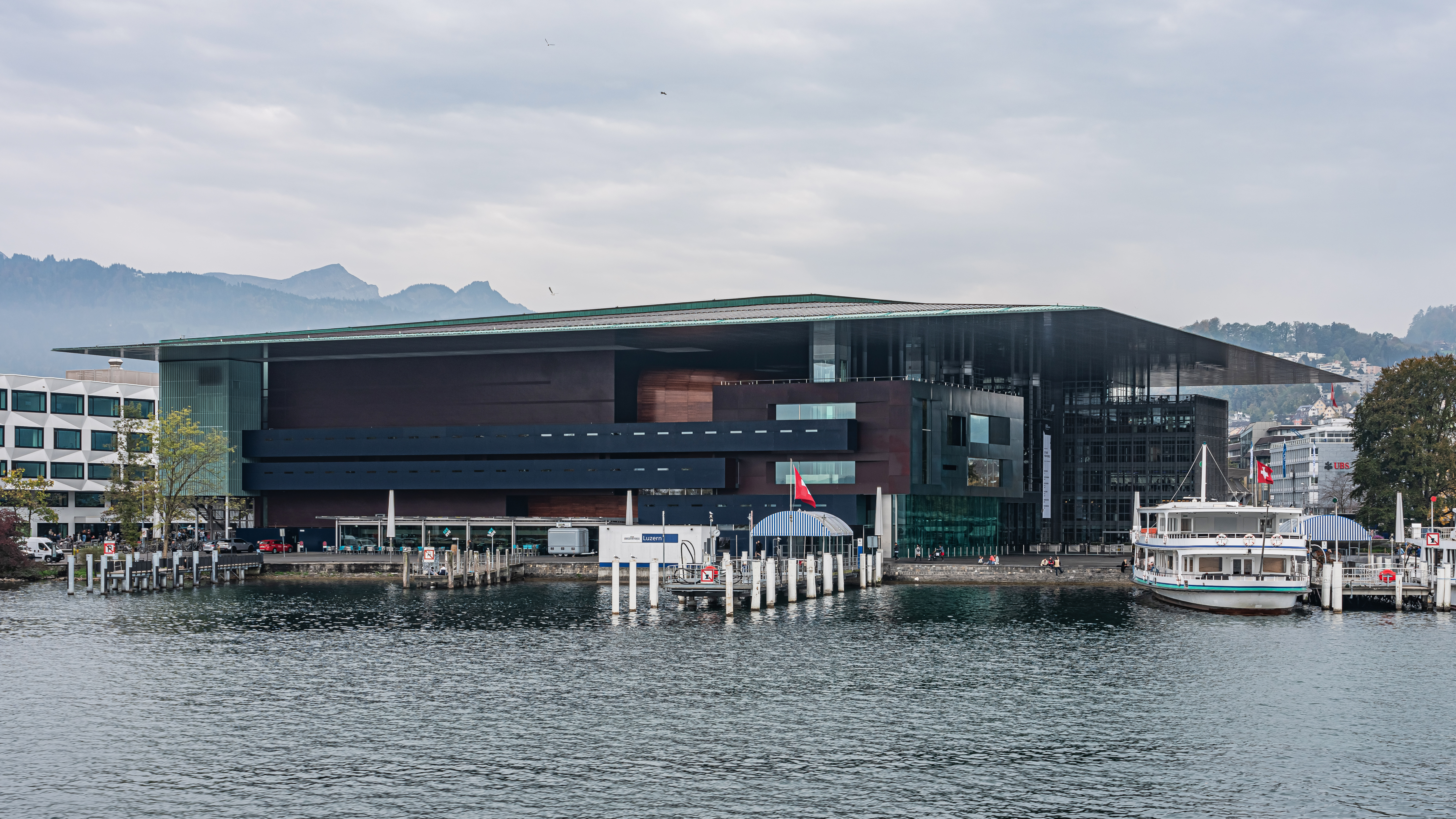
Palais de la culture et des congrès vu du lac des Quatre-Cantons.

L'Orchestre du Festival de Lucerne est un orchestre symphonique résident du festival de Lucerne, en Suisse.

## Histoire
Fondé à l'initiative d'Ernest Ansermet et dirigé pour son premier concert en 1938 par Arturo Toscanini, l'orchestre est composé à l'origine de musiciens professionnels suisses se réunissant à l'occasion du festival de musique de Lucerne, sous la direction de chefs prestigieux.
À la suite de l'abandon de l'orchestre en 1993, Claudio Abbado l'a refondé en 2003. Cet orchestre est composé sur la base du Mahler Chamber Orchestra, auquel Abbado a intégré des solistes prestigieux et des membres des meilleurs orchestres d'Europe, dont les philharmonies de Berlin et Vienne.
À la mort de Claudio Abbado en 2014, l'orchestre est dirigé par Andris Nelsons au cours du Festival de Lucerne ayant lieu quelques mois après l’événement. Finalement, Riccardo Chailly est choisi comme chef titulaire de l'orchestre en 2015 à partir du Festival de Lucerne 2016.

## Quelques participants anciens et actuels au nouvel Orchestre du Festival de Lucerne
- Franz Bartolomey (Autriche), violoncelle solo de l'O. Ph. de Vienne
- Kolja Blacher, "Konzertmeister" (soliste allemand)
- Renaud et Gautier Capuçon, solistes français (violon et violoncelle)
- Hans-Joachim Westphal, chef d'attaque des 2nds violons de l'Orchestre Philharmonique de Berlin
- Wolfram Christ, principal alto (soliste allemand)
- Georg Faust, à l'époque violoncelle solo de l'O. Ph. de Berlin
- Reinhold Friedrich, trompette solo (soliste allemand)
- Natalia Gutman, violoncelle (soliste russe)
- Albrecht Mayer (Allemagne), hautbois solo de l'O. Ph. de Berlin
- Sabine Meyer, clarinette solo (soliste allemande)
- Matthew Hunt, clarinette solo de la Deutsche Kammerphilharmonie de Brême
- Emmanuel Pahud, flûte solo de l'O. Ph. de Berlin
- Alois Posch (Autriche), contrebasse solo de l'O. Ph. de Vienne
- Stefan Schweigert (Allemagne), basson solo de l'O. Ph. de Berlin
- Mark Templeton (Grande-Bretagne), trombone solo du Mahler Chamber Orchestra
- Jacques Zoon, flûte solo (soliste néerlandais)
- Raymond Curfs, timbalier solo de l'Orchestre Symphonique de la Radio bavaroise
- Dirk Wucherpfennig, percussion solo de l'Orchestre du Konzerthaus de Berlin
- Hans Zonderop, percussion solo de l'Orchestre Philharmonique de la Radio néerlandaise